# Макконнелл, Роуз
Роуз Макконнелл-Лонг (урождённая Макконнелл, англ. Rose McConnell Long) — американский политик и общественный деятель.
Сенатор США от Луизианы в 1936—1937 годах; первая женщина-сенатор от этого штата.
В 1913-м вышла замуж за Хьюи Лонга. После смерти супруга в 1935 году, заняла его место в Сенате США по назначению губернатора Луизианы.
Заседала в Сенате с 31 января 1936 года, и 21 апреля того же года выиграла внеочередные выборы.
Сын Рассел (1918—2003) так же был сенатором от Луизианы в 1949—1987.